# Unió d'Estudiants Jueus
La Unió d'Estudiants Jueus (en anglès: Jewish Student Union) (JSU) és una organització que forma part de la NCSY, la branca juvenil de la Unió Ortodoxa. La JSU va ser creada l'any 2002. La JSU ha estat establerta com una associació cultural activa en diverses escoles dels Estats Units d'Amèrica. La JSU va ser creada per servir als adolescents jueus que provenen de diferents entorns i afiliacions. Els clubs que porten les inicials JSU o el nom Jewish Student Union, formen part de la Unió Ortodoxa i de la seva organització juvenil, la NCSY.
Els clubs de la JSU enfoquen les seves activitats per educar a la joventut jueva a les escoles i instituts sobre la cultura, la seva herència, i la religió. La missió de la JSU és animar als joves i adolescents de confessió jueva perquè aquests atenguin a les escoles secundàries. La JSU actualment té diversos clubs als Estats Units i al Canadà.
Els socis de la JSU, són diverses organitzacions jueves que proporcionen diversos programes. La JSU rep els seus ingressos mitjançant donacions d'altres entitats afins a la seva causa, així com de persones que són donants particulars, si bién la major part dels seus ingressos provenen de la pròpia Unió Ortodoxa i de diverses fundacions privades.